# Calycidium polycarpum
Calycidium polycarpum är en lavart som först beskrevs av Colenso, och fick sitt nu gällande namn av Wedin 2002. Calycidium polycarpum ingår i släktet Calycidium och familjen Calycidiaceae.   Inga underarter finns listade i Catalogue of Life.